# Red-Al
Red-Al ist ein Markenname der Firma Sigma-Aldrich und der gebräuchliche Trivialname für Natriumbis(2-methoxyethoxy)aluminiumdihydrid. Es ist eine Aluminiumverbindung die als gutes Reduktionsmittel in der organischen Synthesechemie verwendet wird. 

## Reaktionen
Red-Al reduziert Lactone zu Diolen und Amide, Nitrile, Imine und die meisten organischen  Nitroverbindungen zu den entsprechenden Aminen. Red-Al wird gewöhnlich als Lösung in Toluol eingesetzt.

Reaktionen von Red-Al

## Vergleich mit Lithiumaluminiumhydrid
Als Aluminiumhydrid ist Red-Al von der chemischen Reaktivität vergleichbar mit Lithiumaluminiumhydrid. Red-Al ist aber hingegen leicht in aromatischen Lösungsmitteln löslich und thermisch so stabil, dass es bei Temperaturen von über 200 °C noch reaktiv bleibt. Es ist ebenso stabiler gegenüber Luftfeuchte und Luft. Es wurden Anwendungen beschrieben, bei denen es für partielle Reduktionen verwendet wurde.